# Javier Iraburu Larreta
Javier Iraburu Larreta   (Luzaide, 7 de febrer de 1923 - Pamplona, 12 d'abril de 1982) fou un futbolista navarrès de la dècada de 1940.
La seva posició al camp era la d'interior esquerre, que adaptà posteriorment al mig centre.
Començà a destacar al CA Osasuna la temporada 1941-42. El 1942 fitxà pel RCD Espanyol, on jugà durant dues temporades. La primera gaudí de força minuts, però la segona patí una greu lesió de tíbia que l'apartà dels terrenys de joc durant tot un any. El seu rendiment no tornà a ser el mateix i la temporada 1944-45 marxà a l'Esport Club Granollers.